# 高橋周司
高橋 周司（たかはし しゅうじ、1955年 - ）は、徳島県出身の元アマチュア野球選手（投手）である。

## 経歴
鳴門工高では1973年に、エースとして春夏の甲子園に連続出場。いずれもチーム初出場であった。春の選抜では3試合に完投勝ち、準々決勝では天理高の佐藤清と投げ合い完封勝利を飾る。しかし準決勝で横浜高の永川英植に抑えられ1-4で敗退。同年の夏の選手権は2回戦で、この大会に優勝した広島商の佃正樹に完封負けを喫する。
亜細亜大学に進学。当時の東都大学野球リーグは駒大の全盛期であり、優勝には届かなかった。1977年秋季リーグでチームは3位にとどまるが、好投が評価され最優秀投手、ベストナインに選出された。リーグ通算36試合登板、11勝6敗。大学同期に投の二本柱であった矢野隆司、三塁手の古屋英夫がいる。
大学卒業後は社会人野球の日本鋼管福山に進む。主にリリーフとして起用され田村忠義ら先発陣を支える。1982年の都市対抗では明治生命との準決勝で内山田慶弘を5回からリリーフし好投、勝利投手となる。決勝では住友金属に敗退するが準優勝と健闘した。1985年限りで現役引退。